# Скай, Лоран
Лоран Скай (фр. и англ. Laurent Sky) — французский порнорежиссёр и фотограф, трёхкратный лауреат премии AVN Awards. Член Зала славы AVN с января 2020 года.

## Карьера
Работал фотографом для французского журнала Hot Vidéo и ассистентом у Дениса Дефранческо (Denys Defrancesco), основателя студии DDF Productions. В качестве актёра снялся в 1997 году в двух порнофильмах серии L’École de Laetitia студии Nanou. В течение пяти лет он снялся как минимум в пяти фильмах, при этом в трёх из них Скай исполнил роли без секса. Одной из первых работ в США стала фотосъёмка для обложек видео студии VCA Pictures. В 2002 году Скай дебютировал как режиссёр, сняв для студии Ninn Worx Майкла Нинна фетиш-фильм Fetish: The Dream Scape. В течение годового контракта с Ninn Worx Скай снял ещё три фильма серии Fetish. Его дебютный фильм был удостоен в 2004 году премии AVN Awards в трёх категориях: «Лучший режиссёр — короткометражные фильмы», «Лучшее художественное оформление — видео» и «Лучшее только секс-видео».
Летом 2004 года Скай и его жена Нора основали компании Sky World Production и Sky World Direct, которые занимались производством и дистрибьюцией фильмов соответственно. В 2005 году Скай присоединился к студии ClubJenna Дженны Джеймсон и снял в период с 2005 по 2010 год свыше двух десятков фильмов, в том числе Deep in Style (2006), Pinup Perversions With Lela Star (2007) и Milk Jugs (2008).
Помимо режиссёрской работы, Скай продолжал работать фотографом, в частности, снимал фотосессии для таких журналов как Hustler и Club Magazine.
С 2010 по 2013 год работал для студий Reality Kings, Manuel Ferrara Productions и AGW Entertainment Анджелы Уайт, после чего более двух лет снимал сцены эксклюзивно для X-Art. В 2016 году Скай присоединился к съёмочной команде Грега Лански, французского режиссёра и основателя компании Vixen Media Group (VMG), и в настоящее время активно снимает сцены для брендов Blacked, Tushy и Vixen.
В середине января 2020 года Скай был включен в Зал славы AVN. Неделю спустя после включения в Зал славы Скай был награждён AVN Awards за режиссёрскую работу для сайта Vixen.com. В январе 2021 года за режиссёрскую работу для группы сайтов Vixen Media Group Скай был вновь отмечен AVN Awards. В мае 2022 года Скай стал лауреатом премии XRCO Award в категории «Лучший режиссёр (веб)».
По данным сайта IAFD на апрель 2021 года, стал режиссёром 149 сцен и 84 фильмов.

## Награды и номинации
| Год  | Награда          | Результат | Категория                                                                         | Фильм                             |
| ---- | ---------------- | --------- | --------------------------------------------------------------------------------- | --------------------------------- |
| 2004 | AVN Award        | Победа    | Лучший режиссёр — короткометражные фильмы                                         | Fetish: The Dream Scape           |
| 2005 | AVN Award        | Номинация | Лучший режиссёр — короткометражные фильмы                                         | Fetish: I Know Your Dreams        |
| 2006 | AVN Award        | Номинация | Лучшая видеография                                                                | Raw Desire                        |
| 2006 | AVN Award        | Номинация | Лучший режиссёр — короткометражные фильмы                                         | Raw Desire                        |
| 2007 | AVN Award        | Номинация | Лучшая видеография                                                                | Porno Revolution                  |
| 2007 | AVN Award        | Номинация | Лучший монтаж — видео                                                             | Porno Revolution                  |
| 2007 | AVN Award        | Номинация | Лучший режиссёр — короткометражные фильмы                                         | Porno Revolution                  |
| 2007 | AVN Award        | Номинация | Режиссёр года (объём работы)                                                      | н/д                               |
| 2008 | AVN Award        | Номинация | Лучший режиссёр — короткометражные фильмы                                         | Sophia Revealed                   |
| 2009 | AVN Award        | Номинация | Лучшая видеография                                                                | Pinup Perversions With Roxy Jezel |
| 2020 | AVN Award        | Победа    | Зал славы (видеоотрасль)                                                          | н/д                               |
| 2020 | AVN Award        | Победа    | Лучший режиссёр — веб-канал/сайт (Vixen.com)                                      | н/д                               |
| 2020 | NightMoves Award | Номинация | Лучший режиссёр короткометражных фильмов                                          | н/д                               |
| 2020 | Spank Bank Award | Номинация | Гуру гонзо (режиссёр года — гонзо)                                                | н/д                               |
| 2020 | Spank Bank Award | Номинация | Мастер разврата (режиссёр года — веб)                                             | н/д                               |
| 2020 | XBIZ Award       | Номинация | Режиссёр года — короткометражные фильмы                                           | н/д                               |
| 2020 | XRCO Award       | Номинация | Лучший режиссёр (веб)                                                             | н/д                               |
| 2020 | XRCO Award       | Номинация | Лучший режиссёр (короткометражные фильмы)                                         | н/д                               |
| 2021 | AVN Award        | Победа    | Лучшая режиссёрская работа — сайт/сеть контента (Blacked.com/Tushy.com/Vixen.com) | н/д                               |
| 2021 | GFY Award        | Номинация | Лучший продюсер контента                                                          | н/д                               |
| 2021 | NightMoves Award | Номинация | Лучший режиссёр полнометражных фильмов                                            | н/д                               |
| 2021 | XBIZ Award       | Номинация | Режиссёр года                                                                     | н/д                               |
| 2021 | XRCO Award       | Номинация | Лучший режиссёр (веб)                                                             | н/д                               |
| 2021 | XRCO Award       | Номинация | Лучший режиссёр (короткометражные фильмы)                                         | н/д                               |
| 2022 | AVN Award        | Номинация | Режиссёр года                                                                     | н/д                               |
| 2022 | NightMoves Award | Номинация | Лучший режиссёр короткометражных фильмов                                          | н/д                               |
| 2022 | XBIZ Award       | Номинация | Режиссёр года                                                                     | н/д                               |
| 2022 | XRCO Award       | Победа    | Лучший режиссёр (веб)                                                             | н/д                               |
| 2022 | XRCO Award       | Номинация | Лучший режиссёр (короткометражные фильмы)                                         | н/д                               |
| 2023 | AVN Award        | Номинация | Лучшее режиссёрское портфолио — фильмы с сюжетом                                  | н/д                               |
| 2023 | XBIZ Award       | Номинация | Режиссёр года — короткометражные фильмы                                           | н/д                               |
| 2023 | XRCO Award       | Номинация | Лучший режиссёр (веб)                                                             | н/д                               |
| 2024 | AVN Award        | Номинация | Лучшее режиссёрское портфолио — фильмы с сюжетом                                  | н/д                               |
| 2024 | XBIZ Award       | Номинация | Режиссёр года — объём работы (фильмы без сюжета)                                  | н/д                               |
| 2024 | XRCO Award       | Номинация | Лучший режиссёр (короткометражные фильмы)                                         | н/д                               |
| 2025 | AVN Award        | Номинация | Лучшее режиссёрское портфолио — фильмы с сюжетом                                  | н/д                               |
| 2025 | XMA Award        | Номинация | Режиссёр года — объём работы (фильмы без сюжета)                                  | н/д                               |
| 2025 | XRCO Award       | Номинация | Лучший режиссёр (короткометражные фильмы)                                         | н/д                               |

## Фильмография

### Актёр
- 1997 — L’École de Laetitia 23
- 1997 — L’École de Laetitia 24
- 1997 — Pussyman’s Escape From L.A.
- 1998 — Still Insatiable
- 2002 — Sunset Stripped

### Режиссёр (частично)
| - 2002 — Fetish: The Dream Scape - 2002 — Fetish 2: Are You Human - 2003 — Fetish 3: I Know Your Dreams - 2003 — Fetish Circus - 2005 — Raw Desire - 2006 — Ashton Asylum - 2006 — Brea’s Crowning Glory - 2006 — Chanel No. 1 - 2006 — Deep in Style - 2006 — Jesse Factor - 2006 — Porno Revolution - 2006 — Sophia Syndrome - 2007 — Ashton’s Anarchy - 2007 — Bangin’ Brea - 2007 — Brea Unfaithful - 2007 — Jockin’ Jesse - 2007 — Pinup Perversions With Lela Star - 2007 — Rockin’ Roxy - 2007 — Sophia Revealed - 2008 — Chanel No. 2 - 2008 — Cock Grinder: Brea Bennett - 2008 — Family Jewels - 2008 — Flesh Agenda - 2008 — Hot Rod Tramps - 2008 — Milk Jugs | - 2008 — Pinup Perversions With Krystal Steal - 2008 — Pinup Perversions With Roxy Jezel - 2008 — Roxy’s Wet Dreams - 2008 — Seduction - 2008 — Served Raw - 2008 — Sophia Royale - 2009 — Hot Rod Tramps 2 - 2009 — Nikita Loves Jenna - 2009 — Sex on Set - 2009 — Sex Time - 2010 — Ashton Loves Jenna - 2010 — Hot Rod Tramps 3 - 2010 — Pinup Perversions With Sophia Rossi - 2010 — Studio 69 - 2019 — Anal Beauty 13 - 2019 — Anal Threesomes 5 - 2019 — Anal Threesomes 6 - 2019 — First Anal 10 - 2019 — Racks 3 - 2019 — Threesome Fantasies 6 - 2019 — Young & Beautiful 8 - 2019 — Young Fantasies 4 - 2020 — Baddies - 2020 — MILF - 2020 — The Art of Anal Sex 12 |